# Nothris congressariella
Nothris congressariella är en fjärilsart som beskrevs av Charles Théophile Bruand d’Uzelle 1858. Nothris congressariella ingår i släktet Nothris och familjen stävmalar. Inga underarter finns listade i Catalogue of Life.